# Тургор

Залежність тургору рослинної клітини від концентрації розчину, в якому вона перебуває. Ізотонічний розчин має однаковий осмотичний тиск із внутрішньоклітинним розчином.

Про комп'ютерну гру див. Тургор (гра).
У фізіології рослин і клітинній біології ту́ргор, тургорний тиск (лат. turgor; від turgere — «бути наповненим, розпухлим») — напружений стан клітинної стінки, зумовлений тиском на неї цитоплазми зсередини клітини. У фізіології тварин під тургором розуміють нормальний натяг шкіри, який залежить переважно від вмісту води.
Якщо осмотичний показник у клітині вищий, ніж в навколишньому апопласті, вона поглинає воду шляхом деплазмолізу.
Зростаючий тиск усередині клітини розтягує навколишню клітинну стінку. Тургор поглинається пружною стінкою, яка протидіє йому. Коли тургор досягає найвищого можливого значення, говорять про повну тургорність або клітину з повною тургорністю. Якщо осмотичний показник навколишнього середовища більший, ніж у клітинному соку (гіпертонічне середовище), тургор знижується і протопласт відшаровується від клітинної стінки (відбувається плазмоліз). Міцність трав'янистих, недеревних рослин базується на взаємодії тургору і стінкового тиску.

## Тургор і водний потенціал
Осмотичний показник впливає на водний потенціал через негативний осмотичний тиск. Різниця водного потенціалу між клітиною і навколишнім середовищем визначає, чи поглинає клітина воду, чи виділяє її.
Розчинені речовини підвищують осмотичний показник клітинного соку і знижують водний потенціал клітини. Якщо осмотичний показник нижчий за водний потенціал навколишнього середовища, вода перетікає через клітинну мембрану і тонопласт у протопласт, підвищуючи таким чином тургор. При повній тургорності водний потенціал клітини або тканини досягає 0, і вода більше не може поглинатися, однак цей стан досягається рідко.
У більшості рослин тургорний тиск становить 5—10 атмосфер, а в клітині грибів і рослин солонців: 50—100 атмосфер. У тваринних клітинах тверда стінка відсутня, а клітинна мембрана нездатна протистояти великій різниці тиску з обох її сторін; тому цей показник зазвичай не перевищує 1 атмосфери.

## Дія тургору
Залозисті тканини можуть виділяти секрет за допомогою тургору. Змінюючи тургор замикаючої або допоміжних клітин, рослина може контролювати стан відкриття продихів. Рухи (тропізми) листя мімози, спричинені струшуванням, також базуються на змінах тургору. Деякі рослини (розрив-трави) поширюють своє насіння за допомогою тургорного розпилення. Таким чином можна досягти тиску до 1,5 мегапаскаля і дальності дії до 12 метрів.
Тиск коренів на навколишній простір (зумовлений тургором) є однією з причин вивітрювання гірських порід.